# Jiříkov (district de Děčín)
Pour les articles homonymes, voir Jiříkov.
Jiříkov (en allemand : Georgswalde) est une ville du district de Děčín, dans la région d'Ústí nad Labem, en Tchéquie. Sa population s'élevait à 3 591 habitants en 2021.

## Géographie
Jiříkov se trouve près de la frontière avec l'Allemagne, à 36 km au nord-est de Děčín, à 52 km au nord-est d'Ústí nad Labem et à 103 km au nord de Prague.
La commune est limitée par l'Allemagne au nord et à l'est, par Rumburk au sud et au sud-ouest, et par Šluknov à l'ouest.

## Administration
La commune se compose de quatre quartiers :
- Filipov
- Loučné
- Nový Jiříkov
- Starý Jiříkov

## Histoire
La première mention de la localité date de 1346. Une fonderie de fer, une usine de construction mécanique et le fabricant de pianos saxon August Förster y installent une succursale en 1900.

## Transports
Par la route, Jiříkov se trouve  à 12 km de Varnsdorf, à 45 km de Děčín, à 71 km d'Ústí nad Labem et à 132 km de Prague.

## Jumelages
- Rumburk (Tchéquie) ;
- Šluknov (Tchéquie) ;
- Varnsdorf (Tchéquie) ;
- Ebersbach-Neugersdorf (Allemagne) ;
- Neusalza-Spremberg (Allemagne) ;
- Oppach (Allemagne).